# Pháo phòng không tự hành Mitsubishi Type 87
Pháo phòng không tự hành Mitsubishi Type 87 (87式自走高射機関砲, 87-shiki jisō kōsha kikanhō) hay Mitsubishi Type 87 SPAAG là một pháo phòng không tự hành hiện đại của Nhật Bản sử dụng hệ thống pháo hai nòng Oerlikon 35 mm như trên pháo phòng không tự hành Flakpanzer Gepard và sử dụng khung của xe tăng Type 74.

## Lược sử phát triển

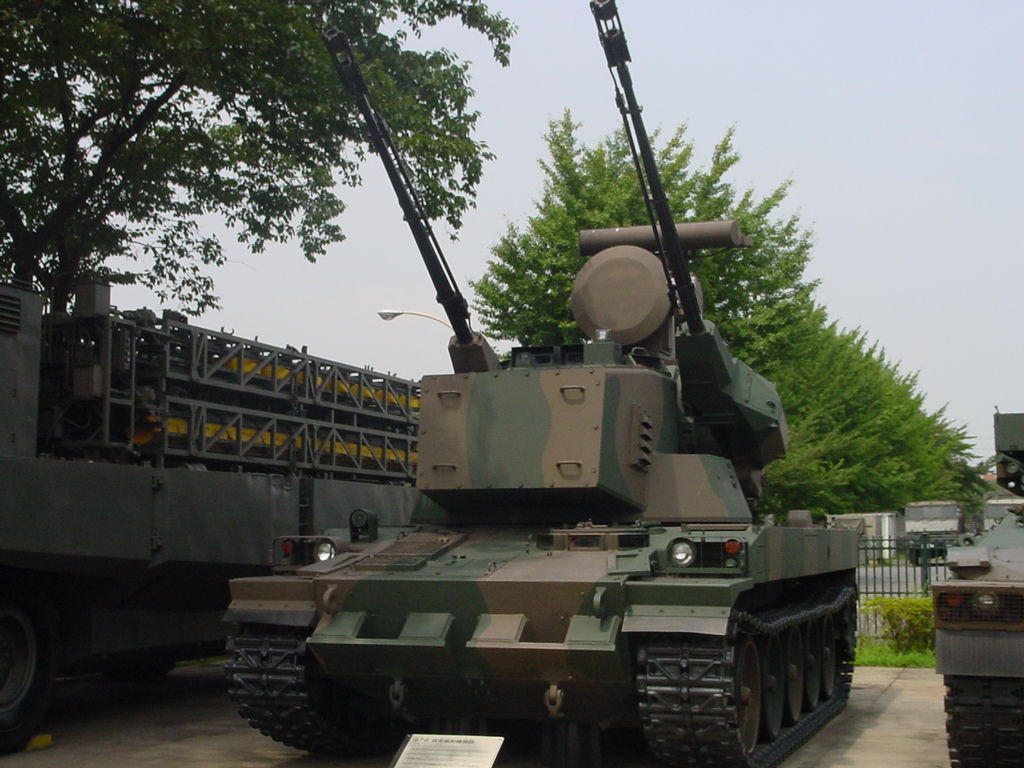
Mitsubishi Type 87 SPAAG tại trung tâm văn hoá JGSDF

Khi quân đội Mỹ bắt đầu tiến hành thay thế mẫu pháo phòng không tự hành M42 Duster thì quân đội Nhật cũng bắt đầu tìm kiếm một mẫu mới thay thế cho Type M42. Mitsubishi Heavy Industries bắt đầu nghiên cứu và đưa pháo phòng không tự hành Mitsubishi Type 87 vào chế tạo.

## Phát triển
Pháo phòng không tự hành Mitsubishi Type 87 được chế tạo vào năm 1987 với kiểu thiết kế tháp pháo kín, hai khẩu pháo Oerlikon 35 mm với hoả lực và độ chính xác cao, kíp lái được trang bị khoảng năm quả lựu đạn khói màu phòng khi cần thoát thân trong trường hợp khẩn. Ban đầu, thân xe tăng Type 61 được sử dụng, nhưng về sau nó được thay thế bởi thân xe tăng Type 74.
Pháo phòng không tự hành Mitsubishi Type 87 được chính thức thử nghiệm vào năm 1982 và đưa vào hoạt động vào năm 1990.

## Hoạt động
Tính đến năm 2010, Lực lượng Phòng vệ Nhật Bản đã sử dụng khoảng 52 cỗ pháo phòng không tự hành Mitsubishi Type 87.